# Japaner in Mikronesien
Japaner in Mikronesien existieren heute als Minderheit.
Die Besiedlung Mikronesiens durch Japaner begann in der Mitte des 19. Jahrhunderts und endete 1945 nach der Niederlage Japans im Zweiten Weltkrieg, in deren Folge alle Japaner Mikronesien verlassen mussten. Jedoch durften die bleiben, die aus Mischehen mit Einheimischen kamen. Bis heute gibt es eine japanische Minderheit in Mikronesien.

Die japanische Flagge

## Geschichte

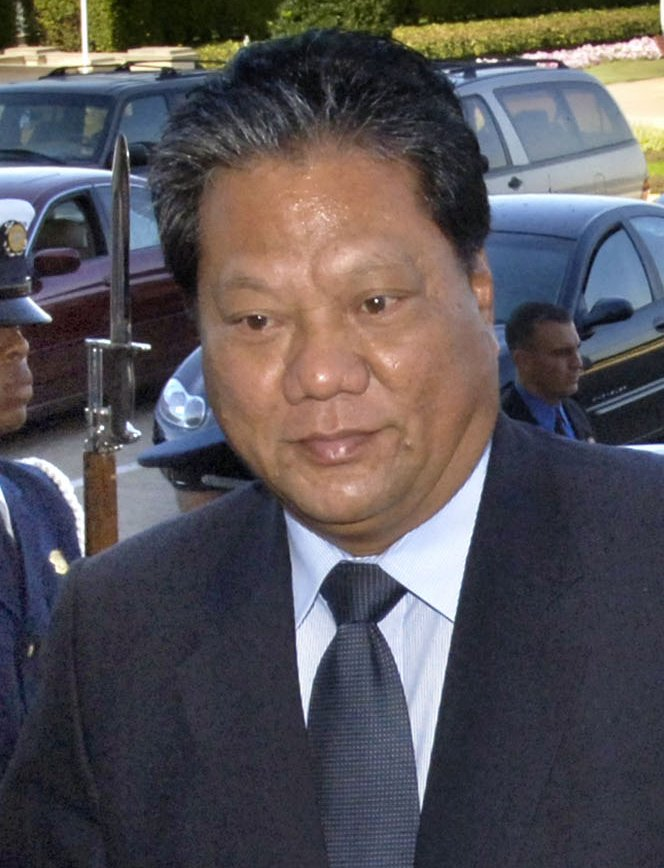
Der ehemalige Präsident der Marshallinseln Kessai Note hat japanische Vorfahren

Bereits Mitte des 19. Jahrhunderts eröffneten mehrere japanische Handelshäuser in Mikronesien. Im Deutsch-Spanischen Vertrag von 1899 erwarb das Deutsche Reich die Karolinen- und Palau-Inseln sowie die Nördlichen Marianen zum Preis von 25 Millionen Pesetas (knapp 17 Millionen Mark) von Spanien. Das Japanische Kaiserreich erklärte 1914 auf Seiten der Entente dem Deutschen Reich den Krieg. Nach der Kapitulation Deutsch-Neuguineas am 17. September 1914 gegenüber der Australian Naval and Military Expeditionary Force besetzten Japaner zwischen dem 29. September und dem 21. Oktober 1914, bis auf Nauru, die deutschen Kolonien in Mikronesien. Infolgedessen siedelten sich japanische Händler, Militärs und andere Personen an. Die meisten dieser Siedler kamen von den Okinawa-Inseln. 1922 wurde die militärische Regierung durch eine zivile ersetzt. Die japanischen Siedler vermischten sich schnell mit der einheimischen Bevölkerung. Nach dem japanischen Angriff auf Pearl Harbor am 7. Dezember 1941 traten am Folgetag die USA in den Zweiten Weltkrieg ein. Der Pazifikkrieg begann, in dem die USA und ihre Verbündeten Mikronesien einnahmen. Kaiser Hirohito verkündete am 15. August 1945 die bedingungslose Kapitulation Japans. Nach 1945 wurden die meisten der japanischen Siedlern nach Japan ausgewiesen, nur die Nachkommen aus Mischehen von Siedlern und Mikronesiern durften zurückbleiben.

## Heutige Situation
Die Nachkommen aus Mischehen von Japanern und Mikronesiern identifizierten sich in der Regel als Mikronesier und nicht als Japaner. Sie stellen jedoch eine nennenswerte Minderheit in Mikronesien.
| Staat                              | Anzahl | Anteil der Japanischstämmigen an der Gesamtbevölkerung |
| ---------------------------------- | ------ | ------------------------------------------------------ |
| Föderierte Staaten von Mikronesien | 114    | 20 %                                                   |
| Palau                              | 300    | 25 %                                                   |
| Marshallinseln                     | 70     | 10 %                                                   |

## Sprache
Während der japanischen Kolonialzeit war Japanisch die lingua franca für die Kommunikation zwischen Japanern und den Einheimischen. Kinder von Japanern und Einheimischen konnten meist eher Japanisch als die einheimischen Sprachen. Nach dem Zweiten Weltkrieg lösten Englisch und die einheimischen Sprachen das Japanische ab. Heute ist Japanisch faktisch nicht mehr als Kommunikationssprache in Gebrauch. Jedoch hat das Japanische immer noch eine wichtige Stellung in Mikronesien. So ist Japanisch nach Englisch eine beliebte Sprache in Schulen. Auf dem palauanischen Teilstaat Angaur ist neben Palauisch und Englisch auch Japanisch eine Amtssprache. Dies ist der einzige offizielle Status des Japanischen außerhalb Japans.